# 도덕적 질서
도덕적 질서(Ordre moral)란 나폴레옹 3세의 몰락과 공화파 임시정부 이후 뒤이어 형성된 우파 연정을 일컫는다. 또한 1873년 5월 27일부로 마크 마옹 원수의 대통령 집권기에 형성된 알베르 드 브로이 내각이 지지한 정책의 이름이기도 하다.

## 역사
도덕적 질서를 표방한 이들의 목표는 제3차 왕정복고를 향해 사회를 준비하는 것이었다. '도덕적 질서'라는 표현은 1873년 4월 28일 마크 마옹이 한 담화에서 사용되었다. "신의 도움과 함께, 항상 법의 노예로 남아있을 우리 군의 헌신, 모든 성실한 민중들의 지지와 더불어, 우리는 우리 영토의 해방 작업과 우리나라의 도덕적 질서의 재구축을 지속할 것이다. 우리는 내적 평화와 우리 사회의 기초로 놓인 원리들을 유지할 것이다." 도덕적 질서는 사회에 대한 종교적 재정복이자, 동시에 사회의 적이었던 공화파 급진주의에 맞선 양보 없는 정치적 투쟁이었다. 도덕적 질서는 계몽주의 철학과 실증주의를 계승한 악한 영향을 일소할 수 있을, 강화된 종교 교육에 기반하고 있었다. 이런 상황에서 1873년 7월 23일 국회가 몽마르트르 언덕에서 사크레쾨르 대성당을 건축하는 것을 공공사업으로 선언하는 법을 제정했다. '도덕적 질서'의 시기는 1876년 총선에서 공화파의 승리로 막을 내린다.
도덕적 질서의 뜻은 비시 정권 동안 페탱 원수의 정책으로 빈번히 차용되었다. 그러나 페탱은 1940년 10월 11일 담화에서 다음과 같이 선언한다. "새로운 질서는, 어떤 방식으로도, 심지어 위장된 형태로도, 우리가 큰 대가를 치룬 과거의 실수로의 복귀를 결코 암시할 수 없으며, 일종의 '도덕적 질서'나 1936년 사건에 대한 복수가 지닌 성격을 새로운 질서에서는 더욱이 발견할 수도 없을 것이다."
'도덕적 질서'는 반동적이고 자유를 파괴한다고 판단되는 정책을 비난하기 위한 경멸적인 표현으로써 사용된다.

## 같이 보기

### 참고 문헌
- Boninchi, Marc (2005). 《Vichy et l’ordre moral》 (프랑스어). Paris: PUF. ISBN 978-2-13-055339-7. 
  - Olivier, Cyril (2006). 《Marc Boninchi, Vichy et l’ordre moral》 (프랑스어) 53e. 223–229쪽.
- René Rémond, Les Droites en France de 1815 à nos jours. Continuité et diversité d'une tradition politique, Aubier-Montaigne, Paris, 1954, rééditions en 1963 (La Droite en France de la première Restauration à la Ve République), 1968 et 1982 (Les Droites en France)
- Vincent Adoumié, De la monarchie à la République, 1815-1879, Paris, Hachette, 2004

### 관련 문서
- Le Rappel à l'ordre : Enquête sur les nouveaux réactionnaires
- 공공 질서
- 제3차 왕정복고 계획